# الخارقة (يبعث)

تعديل مصدري - تعديل

الخارقة هي إحدى قرى عزلة يبعث بمديرية يبعث التابعة لمحافظة حضرموت، بلغ تعداد سكانها 72 نسمة حسب تعداد اليمن لعام 2004.